# Диаспора
Диаспо̀ра (на гръцки: διασπορά – разпръскване, разсейване) е термин, означаващ обособена етническа общност, живееща постоянно извън историческата си родина (страна).
По начало терминът е ботанически (отделяща се част от растение, служеща за размножаването му), но в преносен смисъл първоначално се налага, за да обозначи гръцкото население и общности от/в отвъдморските старогръцки градове-държави.